# Władysław Gołemberski
Władysław Gołemberski (ur. 21 lutego 1838 w Płocku, zm. 20 marca 1891 we Lwowie) – polski polityk i publicysta, członek Rządu Narodowego, naczelnik cywilny i komisarz rządowy województwa krakowskiego w powstaniu styczniowym.
Syn prawnika Stanisława Gołemberskiego i Ludwiki Smolińskiej. Ukończył studia na Uniwersytecie Moskiewskim i na Uniwersytecie w Dorpacie. Pracował jako nauczyciel matematyki w szkole realnej w Warszawie. W 1860 zbliżył się do Karola Majewskiego. Należał do organizatorów pierwszych manifestacji patriotycznych w Królestwie Polskim. 27 lutego 1861 współdziałał z Leopoldem Kronenbergiem w powołaniu Delegacji Miejskiej. Stracił posadę za asystowanie manifestacji uczniów przeciwko margrabiemu Aleksandrowi Wielopolskiemu. Przystąpił do stronnictwa białych.
Mianowany przez Rząd Narodowy naczelnikiem województwa krakowskiego. W czerwcu 1863 wszedł do Rządu Narodowego Karola Majewskiego jako kierownik Wydziałów Spraw Zagranicznych, Policji i Wojny. Był inicjatorem wystosowania przez rząd adresu do papieża Piusa IX, nowego urządzenia organizacji miejskiej i oddelegowania żandarmerii do oddziałów powstańczych. Zwalczany przez stronnictwo czerwonych, w końcu sierpnia przeszedł na stanowisko komisarza pełnomocnego w województwach krakowskim i sandomierskim. 6 lutego 1864 wydał odezwę wzywającą chłopów na pole walki. Wiosną 1864 udał się na emigrację. Tam w wydanym przez Agatona Gillera piśmie zbiorowym ogłosił rozprawę Aleksander I wobec sprawy polskiej na kongresie wiedeńskim.
W 1867 uzyskał poddaństwo austriackie. Osiadł w Peszcie, został korespondentem Biura Politycznego, założonego przez Tadeusza Okszę-Orzechowskiego w Stambule. Pracował dla wywiadu tureckiego, współpracując też z agencją Correspondence du Nord-Est, założoną przez Hotel Lambert. Po krótkotrwałej próbie założenia własnego dziennika we Lwowie, powrócił do Pesztu.
Po wybuchu wojny rosyjsko-tureckiej 1877–1878, założył w Peszcie komitet polski. W lipcu 1877 wziął udział w zjeździe w Wiedniu, gdzie wbrew jego woli powołano tajny Rząd Narodowy. Wziął udział w przygotowaniu tzw. wyprawy szeklerów, która miała zagrozić tyłom wojsk rosyjskich. Po kongresie berlińskim ogłosił dwie broszury pod pseudonimem W. Prawdzic: Aforyzmy polskie (Wiedeń 1878) i Głos patrioty z okazji wyborów (Wiedeń 1879), w których zalecał pracę organiczną i poparcie antysłowiańskiej polityki Austrii. W 1880 został redaktorem krakowskiej Reformy. W 1883 powołany do redakcji „Gazety Narodowej” we Lwowie.
Pochowany na lwowskim Cmentarzu Łyczakowskim.